# Konsoziation (Sprachwissenschaft)
Die Konsoziation (lat. consociare „eng verbinden“) beschreibt das sprachliche Phänomen, dass manche Lexeme lediglich als Paar in Erscheinung treten. Die beiden Wörter bedingen sich gegenseitig. Oft handelt es sich dabei um Phraseologismen.
Reimen sich die beiden Wörter und leiten sich die beiden von derselben Wortart ab, oder es liegt auf der anderen Seite ein Stabreim vor, dann handelt es sich um eine Zwillingsformel.
Konsoziation findet sich eher im deutschen Wortschatz, Splitting im Englischen.

## Beispiele
- Kopf und Kragen
- Tuten und Blasen
- Kind und Kegel (Zwillingsformel)
- Angst und Bange, beide abgeleitet von eng (Zwillingsformel)
- mit Haut und Haar (Zwillingsformel)
- Haus und Hof (Zwillingsformel)